# Lesoma
Lesoma is een dorp in het district North-West in Botswana. De plaats telt 613 inwoners (2011).